# Mlýny
Mlýny är en ort i Tjeckien.   Den ligger i regionen Södra Böhmen, i den centrala delen av landet, 90 km söder om huvudstaden Prag. Mlýny ligger 498 meter över havet och antalet invånare är 145.
Terrängen runt Mlýny är lite kuperad. Runt Mlýny är det ganska glesbefolkat, med 26 invånare per kvadratkilometer. Närmaste större samhälle är Tábor, 18,1 km nordväst om Mlýny. Omgivningarna runt Mlýny är en mosaik av jordbruksmark och naturlig växtlighet.